# Gehyra pilbara
Gehyra pilbara là một loài thằn lằn trong họ Gekkonidae. Loài này được Mitchell mô tả khoa học đầu tiên năm 1965.